# 13 (musikalbum av Blur)
13 är gruppen Blurs sjätte studioalbum, utgivet 15 mars 1999. Albumet visade sig vara ännu mer alternative än vad föregångaren Blur var. Trots detta fick skivan relativt stora framgångar och låtarna Tender, Coffee and TV och No Distance Left to Run spelades flitigt på radio. Skivans omslag är en omgjord bild av Graham Coxons oljemålning The Apprentice. 
Singlar från skivan är Tender, Coffee & TV samt No Distance Left to Run.

## Låtlista
Alla sånger av Damon Albarn, Graham Coxon, Alex James och Dave Rowntree.
| Nr  | Titel                                                | Längd |
| --- | ---------------------------------------------------- | ----- |
| 1.  | Tender                                               | 7:40  |
| 2.  | Bugman                                               | 4:47  |
| 3.  | Coffee & TV                                          | 5:58  |
| 4.  | Swamp Song                                           | 4:36  |
| 5.  | 1992                                                 | 5:29  |
| 6.  | B.L.U.R.E.M.I.                                       | 2:52  |
| 7.  | Battle                                               | 7:43  |
| 8.  | Mellow Song                                          | 3:56  |
| 9.  | Trailer Park                                         | 4:26  |
| 10. | Caramel                                              | 7:38  |
| 11. | Trimm Trabb                                          | 5:37  |
| 12. | No Distance Left to Run                              | 3:27  |
| 13. | Optigan 1                                            | 2:34  |
| 14. | I Got Law (demo) (bonusspår på den japanska utgåvan) |       |